# Symfonie nr. 18 (Mozart)
Symfonie nr. 18 in F majeur, KV 130, is een symfonie van Wolfgang Amadeus Mozart. Hij schreef de symfonie op zijn zestiende in Salzburg, mei 1772.

## Orkestratie
De symfonie is geschreven voor:
- Twee fluiten.
- Vier hoorns.
- Strijkers.

## Delen
De symfonie bestaat uit vier delen:
- I Allegro.
- II Andantino grazioso.
- III Menuetto en trio.
- IV Molto allegro.